# Шляпа волшебника
«Шляпа волшебника» (швед. Trollkarlens hatt) — детская сказка шведоговорящей писательницы из Финляндии Туве Янссон, книга была впервые опубликована в 1948 году.
Это первая часть цикла, которая была опубликована финским издательством «Schildts», так как шведский издатель предыдущих двух частей прекратил сотрудничество с Янссон из-за коммерческого провала предыдущих книг. И именно эта часть стала литературным прорывом писательницы, получив положительную критику как в Швеции, так и в Финляндии, и в итоге принесла ей мировую популярность.

## Сюжет

### Глава 1
Однажды весенним утром Муми-тролль и его друзья находят очень необычную шляпу — красивый чёрный «цилиндр». Они приносят её с собой домой, но они и не подозревают, что теперь будет. Муми-папа примеряет шляпу, у муми-папы в ней очень важный и величественный вид, но она оказывается ему велика, и к тому же вызывает у него головную боль. Поэтому домочадцы решают использовать её в качестве корзины для бумаги.
Муми-тролли едят яйца, а скорлупу выбрасывают в шляпу волшебника. Скорлупа превращается в маленькие управляемые облака, плотные, как вата, на которых можно кататься по воздуху.
Кроме того, Хемуль (собравший к этому времени все марки мира и таким образом потерявший интерес к своему прежнему увлечению — филателии) обзаводится новым хобби — начинает собирать «самый лучший гербарий на свете».

### Глава 2
Однажды из-за непогоды Муми-тролль и его друзья остаются дома и играют в прятки. Муми-тролль прячется под шляпой и превращается в нескладного урода. Он принимает свой прежний вид только после того, как Муми-мама признаёт, что это её сын. Догадавшись о свойствах шляпы, Муми-тролль решает отомстить муравьиному льву, превратив его во что-нибудь с помощью шляпы. После пребывания в шляпе муравьиный лев превращается в крошечного ёжика. Муми-мама и Муми-папа, узнав о свойствах шляпы, решают избавиться от неё, сбросив её в реку. Однако Снусмумрик и Муми-тролль ночью тайно выходят из дома, находят шляпу и прячут её в гроте Сниффа.

### Глава 3

#### В долине
Ондатр устал от взбалмошной Муми-семьи и решил переехать жить в Грот. Там он кладёт свои вставные челюсти в шляпу, где они превращаются в нечто (автор не сообщает, во что именно, предоставив читателям возможность додумать это самим), и когда семья муми-троллей приходит на берег к его новому жилью, чтобы принести ему еду, они находят Ондатра в истерике, а таинственное существо из шляпы исчезло. Зато на берегу они находят лодку, которую решают окрестить «Приключение». На ней они отправляются в путешествие на остров хатифнаттов.

#### На острове
Хемуль, который теперь стал ревностным ботаником, попадает в окружение хатифнаттов, но Снусмумрик сумел ему помочь. Первый, решив наказать хатифнаттов, забирает с собой их барометр. Барометр показывает, что надвигается сильный смерч, и все строят палатку, чтобы укрыться от непогоды.

### Глава 4
Ночью хатифнатты пробираются в палатку в поисках своего барометра. Поднимается суматоха, палатка переворачивается, и остаток ночи все проводят под открытым небом. На следующий день все обходят берег в поисках вещей, которые выбросило море во время бури, и делают интересные находки. Снифф находит пробковый пояс, Снорк — золотые россыпи, Фрёкен Снорк — деревянную королеву (фигуру, украшавшую нос корабля), а Муми-тролль — таинственный талисман, принесённый волнами из далеких стран.

### Глава 5
В конце июля Снорк, Муми-тролль, Снусмумрик, Снифф, Хемуль и Фрекен Снорк из-за страшной жары поселяются в пещере на морском берегу (именно здесь Снусмумрик рассказывает друзьям о волшебнике, шляпу которого они нашли, и о том, что мечта всей жизни этого волшебника — отыскать Королевский Рубин). В их отсутствие Муми-мама делает уборку и нечаянно роняет часть гербария Хемуля в шляпу. В пещере решают порыбачить. Снорк ловит Мамелюка. Они возвращаются домой и видят, что он зарос тропическими джунглями. Всем, кроме Хемуля, удается залезть в дом. Там они играют до тех пор, пока волшебство не исчезает. В это время Хемуль решает согреться, разжигает костер и зажаривает Мамелюка…

### Глава 6
В Муми-доле появляются новые персонажи — скитальцы-близнецы Тофсла и Вифсла. Они носят с собой огромный чемодан, однако никому не показывают его Содержимое. Ночью в Муми-дом наведывается чудовище — Морра, которая охотится за Содержимым чемодана. Снорк устраивает судебное разбирательство, в ходе которого появляется Морра. Муми-мама догадывается предложить шляпу волшебника в качестве выкупа за Содержимое. Морра соглашается, забирает шляпу и уходит.

### Глава 7[1]
В Муми-дол приходит осень, и Снусмумрик покидает друзей — отправляется в свое ежегодное странствие на юг. Муми-мама устраивает пир по поводу своей сумки, потерявшейся и снова найденной. На пиру Тофсла и Вифсла открывают чемодан — его Содержимое только теперь становится известным: это Королевский Рубин, величайшее сокровище на Земле. Волшебник, давным-давно искавший этот рубин, в это время находится на Луне, где осматривает кратеры в надежде отыскать Короля Рубинов. Увидев его сияние с Луны, Волшебник сразу догадывается, чем вызван этот свет, и спускается в Муми-дол на чёрной пантере. Он пробует получить Королевский рубин у Тофслы и Вифслы, но те не желают ни отдавать, ни продавать камень. Тогда волшебник начинает исполнять желания обитателей Муми-дола. Тофсла и Вифсла решили загадать не для себя, а для волшебника, и пожелали для него такой же рубин, как и у них — так волшебник получил рубин Королевы.

## Аудио-версии
Музыкальная сказка «Муми-тролль и Шляпа Волшебника» (2CD, 120 мин., год выпуска — 2007). (Автор песен — И. Прозоров, исполнители — группа «Небослов»
Голосом Аллы Човжик (Сказки доброго Бармалея)

## Экранизация
В 1980—1983 годах на Свердловской киностудии была снята серия из трёх мультфильмов по мотивам сказки «Шляпа волшебника». Сюжет укорочен, отсутствует Снорк, его некоторые функции (например, роль судьи) переданы Муми-троллю, а некоторые — Снусмумрику (который не путешествует на юг). Отсутствуют также эпизоды с островом хатифнаттов и превращением Муми-дома в джунгли.